# Aeduella
Aeduella es un género extinto de peces actinopterigios prehistóricos. Fue descrito por Westoll en 1937.
Vivió en República Checa y Francia.